# Казахская головная архитектурно-строительная академия
Казахская головная архитектурно-строительная академия (КазГАСА) (каз. Қазақ бас сәулет-құрылыс академиясы (ҚазБСҚА)) — высшее учебное заведение Алма-Аты. Обеспечивает подготовку специалистов в области архитектуры, дизайна, строительства, производства строительных материалов и изделий, инженерных систем, технологии деревообработки, геодезии и картографии, экономики и менеджмента.
В 2007 году в результате объединения Казахской головной архитектурно-строительной академии (КазГАСА) и Казахско-Американского университета было образовано новое учебное заведение: Международная образовательная корпорация (МОК).

## История
ВУЗ ведёт свою предысторию с 1957 года, когда в Казахский политехнический институт была принята первая группа студентов на специальность «Промышленное и гражданское строительство». В 1961 году был осуществлен набор на специальность «Архитектура» и образованы соответствующие факультеты: строительный, архитектурный и санитарно-технический. В 1980 году на базе этих факультетов и Алматинского филиала Всесоюзного заочного инженерно-строительного института был открыт Алма-Атинский архитектурно-строительный институт (ААСИ), который был преобразован в Казахскую государственную архитектурно-строительную академию (КазГАСА) в 1992 году.
В 2001 году Казахская государственная архитектурно-строительная академия переименована в Казахскую головную архитектурно-строительную академию (КазГАСА).
В 2007 году в результате объединения Казахской головной архитектурно-строительной академии и Казахско-Американского университета получила новое название: Международная образовательная корпорация.

## Факультеты
- Факультет архитектуры
- Факультет дизайна
- Факультет общего строительства
- Факультет строительных технологий, инфраструктуры и менеджмента

## Ректоры
- 1980—1986 — Байболов Серекпек Мукашевич
- 1987—1999 — Атрушкевич Павел Александрович
- 2000—2004 — Кусаинов Амирлан Айдарбекович
- 2004—2007 — Мухтарова Гульзада Батыргалиевна
- 2015—2017 — Сихимбаев Серик Джолдасбеков
- с 2019—2019 — Сихимбаев Серик Джолдасбеков
- с 2019—2020 — Бесимбаев Ерик Турашович
- с 2020—2020 — Ауесбаев Ерлан Тыныштыкбаевич
- с 2021—н.в. — Имандосова Маргарита Булатовна.